# 延寿镇 (北京市)
延寿镇是中华人民共和国北京市昌平区下辖的一个镇，揭牌于2011年9月，位于区域东北部。
该镇是昌平区唯一的纯山区镇，属于北京四个城市功能区当中的生态涵养区。镇域由同年被撤销的长陵镇内的9个村和原属兴寿镇的8个村共同组成。

## 政治与行政
中共镇党委、镇人民政府、镇人民代表大会、中共镇纪委、昌平区监委派出延寿镇监察办、镇共青团委驻地均为十三陵镇景陵村南延寿镇政府大院；镇人民政府下庄办事处位于镇域下庄村内。

## 教育
在义务教育层面，全镇属于十三陵学区。
|                | 十三陵镇                   | 延寿镇                                      |
| -------------- | -------------------------- | ------------------------------------------- |
| 九年一贯制学校 | 北京市昌平区长陵学校       | 北京市昌平区黑山寨学校 北京市昌平区下庄学校 |
| 初级中学       | 北京市昌平区十三陵中学     |                                             |
| 小学           | 北京市昌平区十三陵中心小学 |                                             |

## 交通
在公共交通层面，镇域内全部地面公交线路均为昌平区属线路（即“昌”字头公交线路）。
| 管理机关           | 运营企业               | 路号 | 首站     | 末站   |
| ------------------ | ---------------------- | ---- | -------- | ------ |
| 北京市昌平区交通局 | 北京万佳通客运有限公司 | 昌31 | 昌平北站 | 南庄村 |
| 北京市昌平区交通局 | 北京万佳通客运有限公司 | 昌32 | 昌平北站 | 南庄村 |
| 北京市昌平区交通局 | 北京万佳通客运有限公司 | 昌37 | 昌平北站 | 木厂   |

## 行政区划

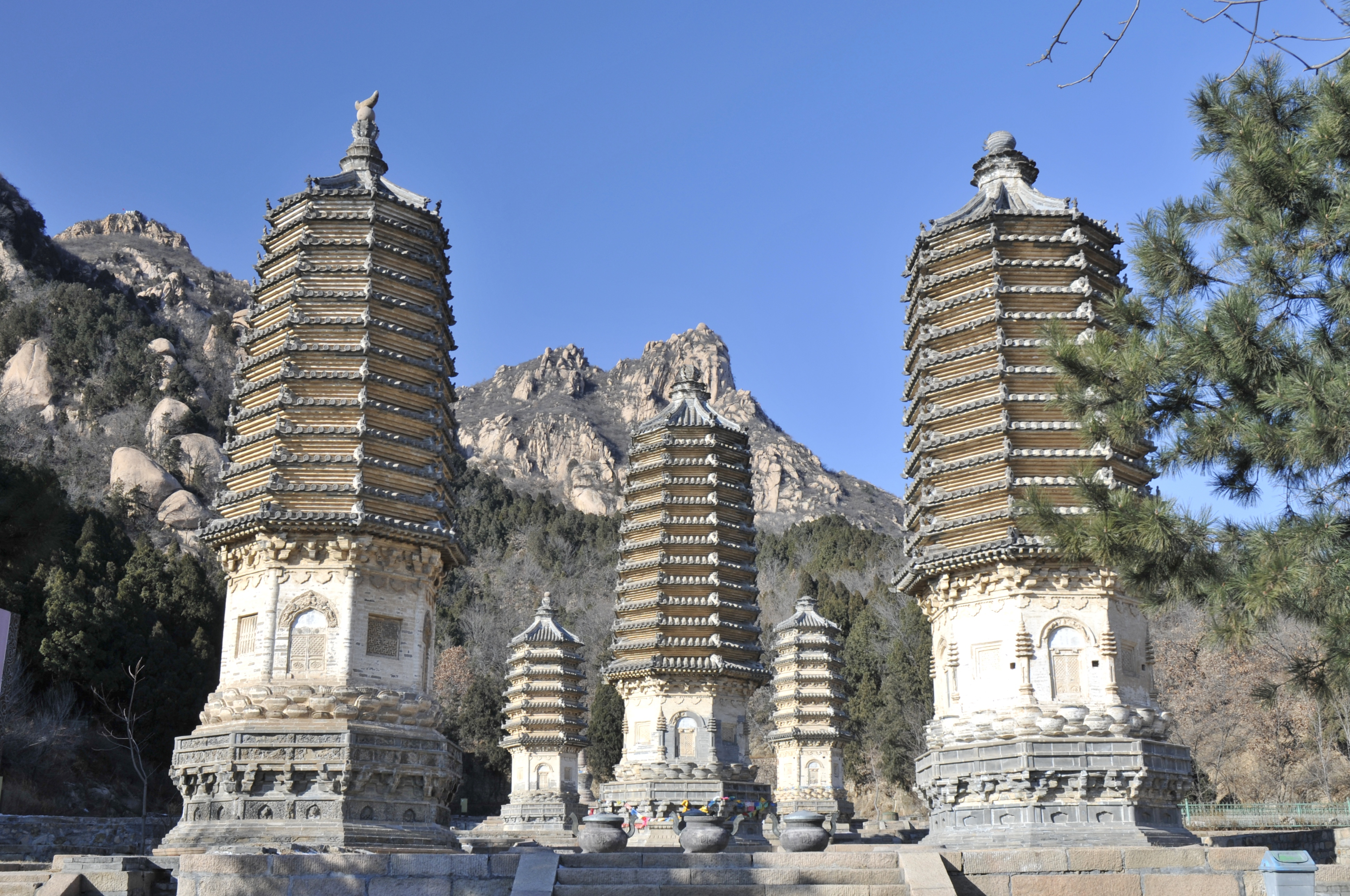
位于湖门村的银山塔林，系全国重点文物保护单位和北京市文物保护单位

延寿镇下辖以下行政村：
黑山寨村、沙岭村、望宝川村、慈悲峪村、南庄村、分水岭村、辛庄村、北庄村、下庄村、上庄村、海字村、西湖村、湖门村、连山石村、花果山村、木厂村和百合村

## 其它
1. 由于延寿镇镇域内暂无可供镇党政机关办公的设施，延寿镇绝大部分党政机关、事业单位、昌平区政府派出镇机构和北京市公安局昌平分局延寿派出所均位于十三陵镇长陵村、景陵村内（即使用原长陵镇相关单位的办公用房）。
2. 位于湖门村的银山塔林景区由北京市昌平区明十三陵管理中心和北京昌平文化旅游发展集团有限责任公司（简称“昌平文旅集团”，二者均从原北京市昌平区十三陵特区办事处拆分而来）管理。